# اسماعیل‌آباد (درودزن، جنوب)
اسماعیل‌آباد، روستایی از توابع بخش درودزن شهرستان مرودشت در استان فارس ایران است. علت نام‌گذاری به این اسم ساخت خانه‌های این ده توسط اسماعیل خان حمزوی است.
فردی به نام اسماعیل خان حمزوی زرقانی که مالک قسمتی از زمین های حد فاصل روستای ملک آباد و زرگران رامجرد بود از چند خانواده عشایر ترک که در روستای زرقانک رامجرد ساکن بودند جهت کشاورزی در زمین های خود دعوت می کند
اسماعیل حمزوی زرقانی (بین ۱۳۰۵تا ۱۳۶۲ شمسی) فرزند (كربلايي هدايت الله خان حمزوي) 
دومین شهردار زرقان(١٣٣١تا١٣٣٤) و و نماینده زرقان در انجمن شهرستان ها  و عضو جبهه ملی و حزب ايران نوين در سال هاي ١٣٤٩ و ١٣٥١.از خان ها و ملاکان زرقان و مجد اباد رامجرد و روستای اسماعیل اباد رامجرد  که علت نام‌گذاری به این اسم ساخت خانه‌های این ده توسط اسماعیل خان حمزوی است.کار های ارزنده و کمک های ایشان از جمله اهدا زمين به مستمندان ،وقف  تعدادي مغازه به مسجد خان،اهدا زمين به اموزش پرروش اهدا زمين مسجد المهدي و مشاركت در ساخت ،اهدا زمين براي حسينيه ،لوله كشي اب شرب زرقان در سال ١٣٣٢ و اوردن ٣ ژنراتور برق براي زرقان و بسياري از كار هاي ديگر كه در خاطر مردم و قديمي هاي زرقان ميباشد.اسماعيل خان در سال ١٣٦٢ فوت و در پايين مقبره سيد نسيمي به خاك سپرده شد.

## جمعیت
این روستا در دهستان رامجرد دو قرار دارد و براساس سرشماری مرکز آمار ایران در سال ۱۳۸۵، جمعیت آن ۱۱۱ نفر (۲۴خانوار) بوده‌است.